# Love Is Gone
Love Is Gone is een nummer van de Franse dj David Guetta en de Amerikaanse zanger Chris Willis uit 2007. Het is de tweede single van Guetta's derde studioalbum Pop Life.
Het nummer werd een grote danshit in Europa. In Guetta's thuisland Frankrijk haalde het de 3e positie. In Willis' thuisland de Verenigde Staten was "Love Is Gone" een stuk minder succesvol; het haalde slechts de 98e positie in de Billboard Hot 100. In de Nederlandse Top 40 haalde het een bescheiden 14e positie, en in de Vlaamse Ultratop 50 haalde het nummer 21.